# Minnesanteckningar
Minnesanteckningar är ett dokument som beskriver vad som gjorts och/eller kommits fram till under ett möte.
Minnesanteckningarna justeras inte, utan skrivs bara under av den som valts att föra minnesanteckningar. Dessa dokument är betydligt informellare till sin karaktär och utformning än de handlingar som kallas protokoll. Även språket i minnesanteckningar är mera vardagligt.

## I Sverige
Inom svensk offentlig förvaltning har begreppet minnesanteckning har även en snävare, strikt juridisk innebörd enligt Tryckfrihetsförordningen. Den definieras där enligt följande: "Med minnesanteckning förstås promemoria och annan uppteckning eller upptagning som har kommit till endast för ärendes föredragning eller beredning, dock ej till den del den har tillfört ärendet sakuppgift". Denna typ av minnesanteckning klassas ej som allmän handling "om den icke tages om hand för arkivering" (TF 2 kap 12 §).